# 梅罗 (多米尼克)
梅罗（Mero）是加勒比海岛国多米尼克西海岸中的一座村庄，行政上由圣约瑟夫区负责管辖，位于拉尤河河口以北。梅罗的北面是索尔兹伯里，南面是圣约瑟夫。